# Katherine Bitting

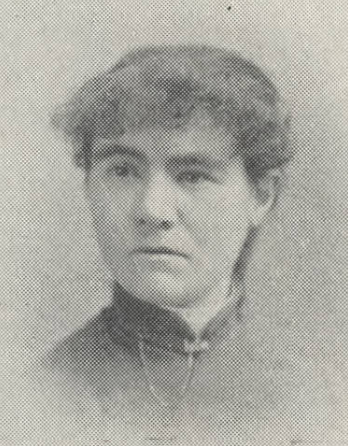
Katherine Golden Bitting, 1895

Katherine Golden Bitting (* 29. April 1869 in Stratford, Kanada; † 15. Oktober 1937 in San Francisco, USA) war eine US-amerikanische Bakteriologin und Lebensmittelwissenschaftlerin. Sie forschte auf dem Gebiet der Konservierung und Zubereitung von Nahrungsmitteln und legte eine bedeutende Sammlung von gastronomischer Literatur an.

## Leben und Werk

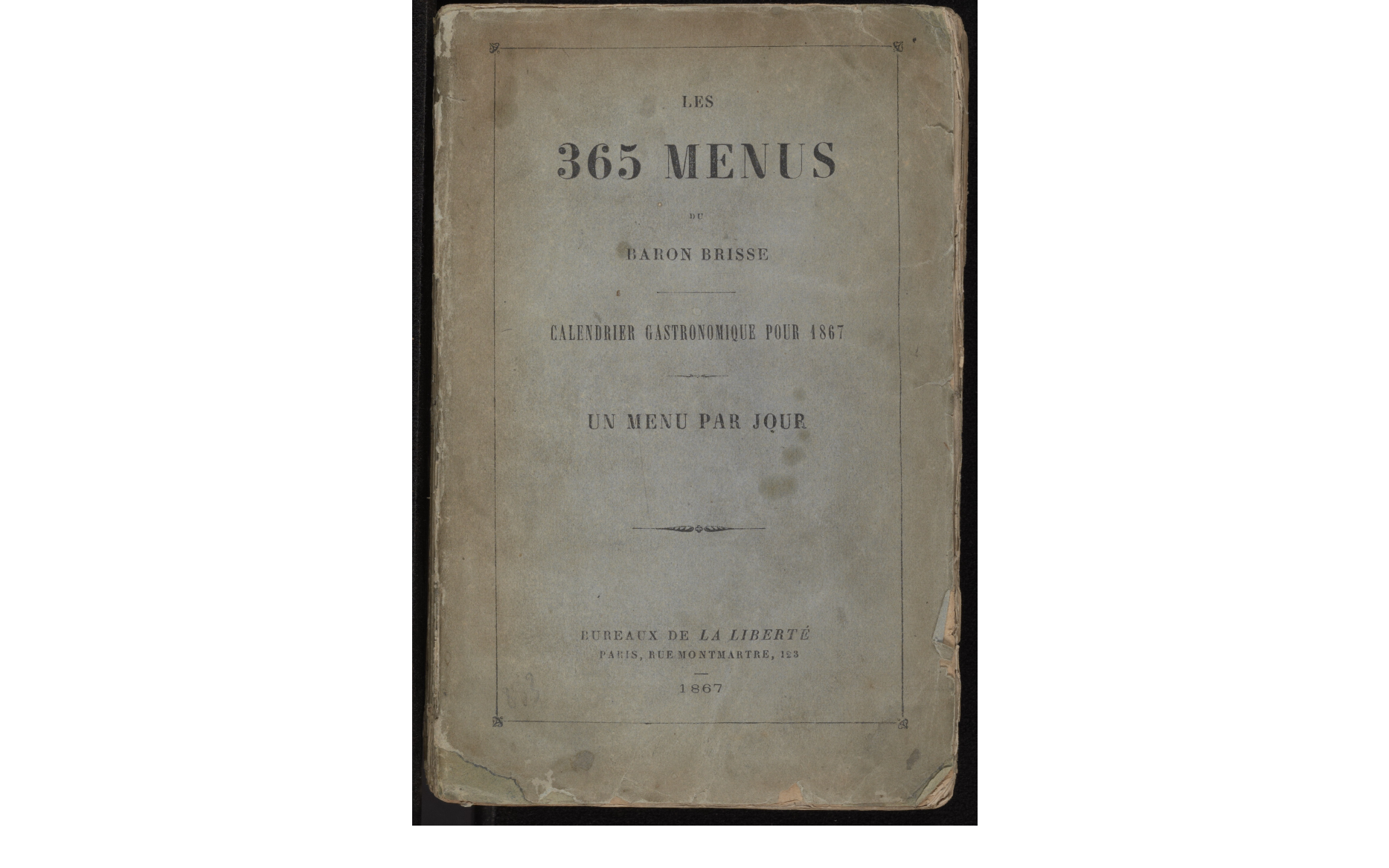
Titelseite: Le calendrier gastronomique pour l’année 1867: les 365 menus du baron Brisse: un menu par jour. Katherine Golden Bitting-Kollektion

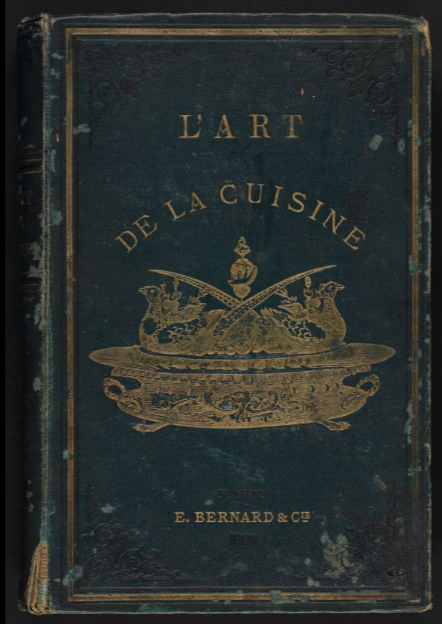
Bild des Buches L'art de la Cuisine aus der Katherine Golden Bitting Collection, aufbewahrt in der Library of Congress

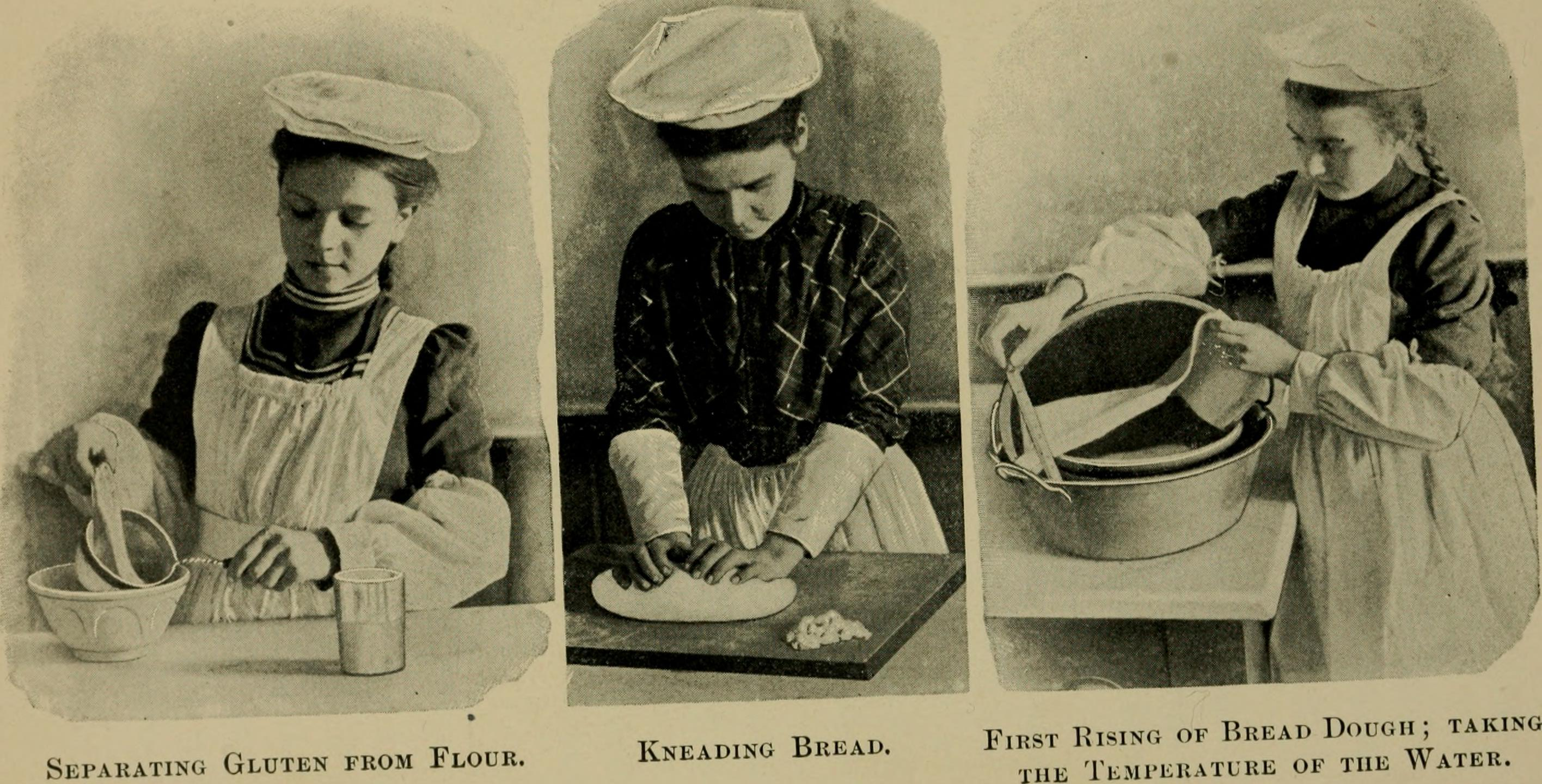
Bildauszug aus: Elements of the theory and practice of cookery : a text-book of household science for use in schools. Aus der Katherine Golden Bitting Collection, aufbewahrt in der Library of Congress

Bitting wurde in Kanada geboren und als sie jung war, wanderte ihre Familie nach Massachusetts in den Vereinigten Staaten aus. Sie erhielt 1886 ihren Abschluss an der Salem Normal School, der heutigen Salem State University, und studierte dann an der Purdue University. Dort erwarb sie 1890 einen Bachelor of Science in Biologie und 1892 einen Master-Abschluss. Während ihres Masterstudiums arbeitete sie als Botanikassistentin an der Agricultural Experiment Station der Purdue University und wurde dort 1893 als Ausbilderin eingestellt. 1895 promovierte sie an der Purdue University. 1901 wurde sie zur Assistenzprofessorin für Biologie befördert, eine Position, in der sie bis 1904 tätig war.
Sie heiratete Arvill Wayne Bitting, einen Professor für Veterinärwissenschaften mit Interesse an Kochen und Lebensmitteln. Sie und ihr Ehemann arbeiteten anschließend beim Landwirtschaftsministerium der Vereinigten Staaten (USDA), wo sie von 1907 bis 1913 tätig war. Als Mikroanalytikerin in der Chemieabteilung forschte sie auf dem Gebiet der Lebensmittelkonservierung und verwandten Themen und verfasste fast fünfzig Broschüren zu diesem Themenbereich.
Von 1913 bis 1918 arbeitete sie für die National Canners Association und von 1919 bis 1923 als Bakteriologin für die Glass Container Association. Um ihre Untersuchungen zu erleichtern, sammelte sie, wie es im Jahresbericht des Librarian of Congress (1940) heißt, Materialien über die Herkunft, Zubereitung und den Verzehr von Lebensmitteln, ihre Chemie, Bakteriologie, Konservierung von der frühesten Zeit bis zur Gegenwart.
Sie und ihr Ehemann arbeiteten häufig zusammen und waren für ihre Experimente mit Ketchup bekannt. Ziel ihrer Experimente war es, ein Rezept für Tomatenketchup zu entwickeln, das frei von Konservierungsstoffen und dennoch resistent gegen Verderb ist. Ihre Experimente ergaben, dass die Zugabe von Zucker und Essig das Produkt widerstandsfähiger gegen Verderb machen würde. Diese Entdeckung sollte später in andere Rezepte und Empfehlungen zur Lebensmittelkonservierung einfließen. Bittings Forschung trug wesentlich zum Wissen und zur Praxis der sicheren Lebensmittelkonservierung bei.
Bitting starb 1937.

## Nachlass in der Library of Congress
Von 1939 bis 1944 schenkte Arvill Wayne Bitting der Library of Congress die 4.346 Bände umfassende Sammlung gastronomischer Literatur aus dem 15. bis 20. Jahrhundert, die von seiner Ehefrau zusammengetragen worden war. Die Sammlung befindet sich heute in der Abteilung für seltene Bücher und Spezialsammlungen der Library of Congress.
Die Bitting Collection enthält zahlreiche englische und amerikanische Veröffentlichungen zur Lebensmittelzubereitung aus dem 18. und 19. Jahrhundert sowie eine Auswahl französischer, deutscher und italienischer Werke, ebenso ist die amerikanische Regionalküche gut dokumentiert. Ein besonderes Werk ist ein italienisches Manuskript aus der Mitte des 15. Jahrhunderts mit dem Titel Libro de arte coquinaria von Maestro Martino, das als Quelle für das früheste gedruckte Kochbuch, Platinas De Honesta Voluptate (ca. 1475), diente.

## Veröffentlichungen
- Experiments on the Spoilage of Tomato Ketchup. 1909.
- Appertizing oder The Art of Canning.1937.
- Gastronomic bibliography. San Francisco, 1939.[4]
- mit A. W. Bitting: Ketchup: Methods of Manufacture; Microscopic Examination. Lafayette, Ind.

Murphey-Bivins Co. Press, 1915.
- mit A. W. Bitting: The book for all households, or, The art of preserving animal and vegetable substances for many years. In-house reproduction, 1920.
- The Olive. Glass Container Association of America, 1920.[6]